# Denticidad

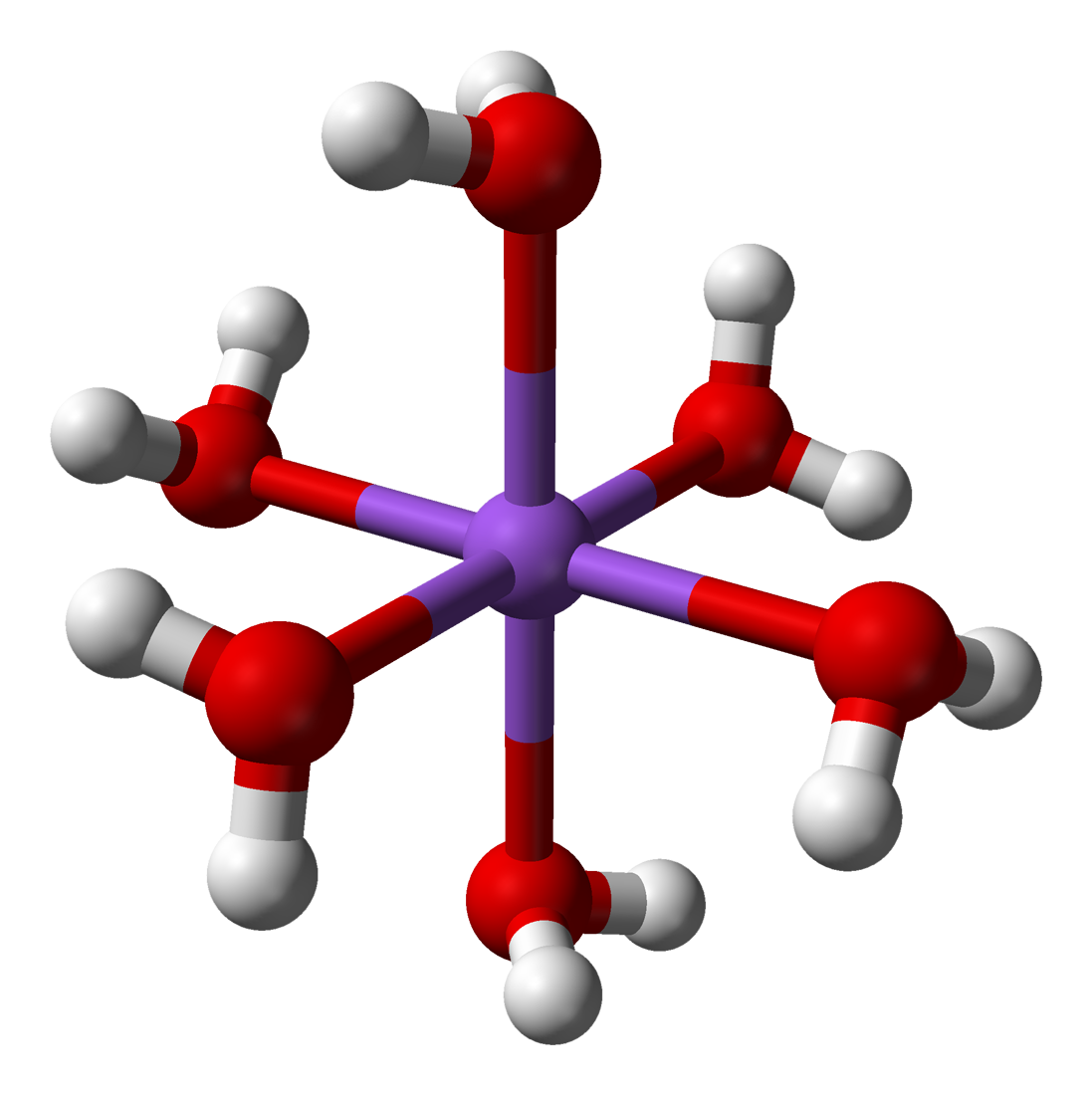
Átomo metálico con ligandos monodentados

La denticidad se refiere al número de átomos en un solo ligando que se unen al metal central en un complejo de coordinación. En muchos casos, sólo un átomo del ligando se une al metal, así que la denticidad es igual a uno, y se dice que el ligando es monodentado (mono = 1). Para ligandos bidentados, tales como el oxalato (ox) o la etilenodiamina (en), el ligando se une al metal por dos puntos. El EDTA es un ligando hexadentado, que forma un quelato fuerte uniéndose al metal central por seis puntos diferentes (2 N y 4 O). Los ligandos con más de un átomo enlazado se llaman polidentado o multidentado.
La palabra denticidad deriva de la palabra latina dentis, que significa diente. El ligante es visto como si estuviera "mordiendo" al metal por uno o más puntos de unión. La denticidad de un ligando se describe con la letra griega κ ('kappa'). Por ejemplo, κ6-EDTA describe un ligando de EDTA que se coordina a través de 6 átomos que no son contiguos.
Denticidad es diferente de hapticidad porque hapticidad se refiere exclusivamente a los ligandos donde los átomos de coordinación son contiguas. 
La denticidad se distingue de la hapticidad, en la que los electrones de un enlace, o serie conjugada de enlaces, están unidos a un átomo central, sin que el enlace metal-ligando esté localizado en un solo átomo ligando. La unión del ligando por hapticidad se da a través de la densidad electrónica que rodea a una serie de átomos contiguos. En estos casos se utiliza la notación η ('eta').Unión Internacional de Química Pura y Aplicada. «η (eta or hapto) in inorganic nomenclature». Compendium of Chemical Terminology. Versión en línea  (en inglés).
</ref> Para ligandos puente se utiliza la notación μ ('mu').

## Clases de ligandos polidentados
Los ligandos polidentados son agentes quelantes se clasifican por su denticidad. Algunos átomos no pueden formar el número máximo posible de enlaces que un ligando podría formar. En ese caso, uno o más sitios de unión del ligando no se utilizan. Dichos sitios pueden usarse para formar un enlace con otra especie química. En función del número de átomos de la misma molécula quelante que se unen a un mismo átomo central (denticidad), se denominan:
- Bidentados: Aquellos que se unen al átomo central del complejo por dos átomos de la misma molécula. Ejemplos: etilendiamina  (normalmente abreviada como en), fenantrolina (abreviada como phen).
- Tridentados: Aquellos que se unen por 3 átomos del mismo. Ejemplo: terpiridina (normalmente abreviada como Terpy o Tpy). Los ligandos tridentados de geometría octaédrica se unen mediante dos tipos de conectividad, llamados "mer" y "fac". "fac" significa facial, los átomos donantes están dispuestos en un triángulo alrededor de una cara del octaedro. "mer" significa meridiano, donde los átomos donantes se extienden alrededor de la mitad del octaedro.
- Tetradentados: Aquellos que se unen por 4 átomos. Ejemplo: trietilentetramina (abreviado como trien o TETA). Para diferentes geometrías metálicas centrales puede haber diferentes números de isómeros dependiendo de la topología del ligando y la geometría del centro metálico. Para metales octaédricos, el trien tetradentado lineal puede unirse mediante tres geometrías, mientras que los ligandos tetradentados tripodales, como la tris(2-aminoetil)amina, están más restringidos estéricamente, y en octaedros suelen dejar dos sitios cis (adyacentes entre sí). Muchos ligandos macrocíclicos naturales son tetradentativos, un ejemplo es la porfirina del grupo hemo de la hemoglobina. En un metal octaédrico, estos dejan dos sitios vacantes trans (uno frente al otro, opuestos).
- Pentadentados: Aquellos que se unen por 5 átomos. Ejemplo: ácido etilendiaminotriacético.
- Hexadentados: Aquellos que se unen por 6 átomos. Ejemplo: ácido etilendiaminotetraacético (aunque también puede unirse de forma tetradentada).

Los ligandos de denticidad mayores de 6 son bien conocidos. Los ligandos 1,4,7,10-tetraazaciclododecano-1,4,7,10-tetraacetato (DOTA) y pentaacetato de dietilentriamina (DTPA) son octadentados. Son particularmente útiles para unir iones lantánidos, que típicamente tienen números de coordinación mayores que 6.

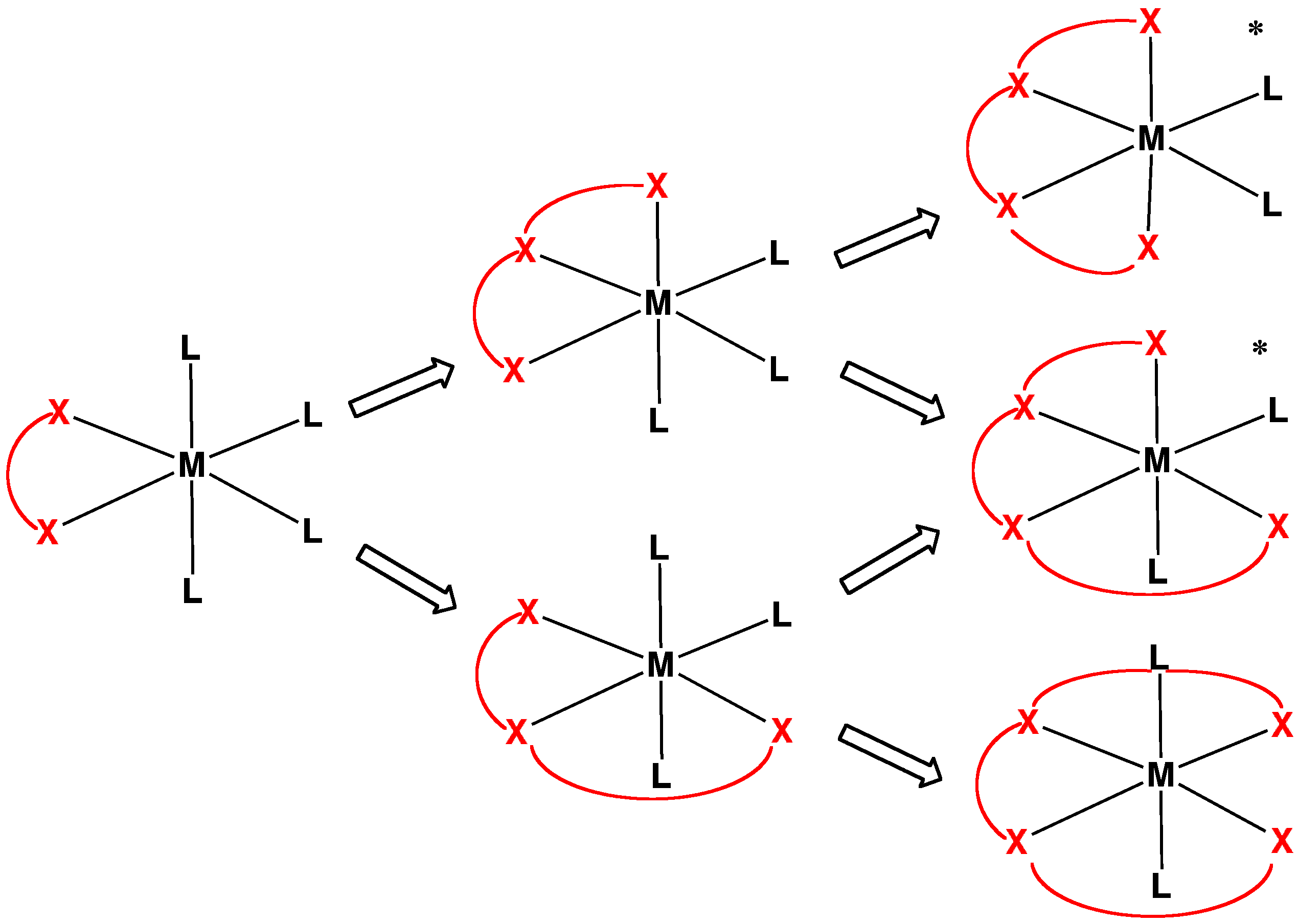
Relación entre ligandos "lineales" bi-, tri- y tetradentados (en rojo) unidos a un centro metálico octaédrico. Las estructuras marcadas con * son quirales.